# دوغ كومبز
دوغ كومبز (بالإنجليزية: Doug Coombs)‏ هو متزلج على الجليد ‏ أمريكي، ولد في 24 سبتمبر 1957 في بيدفورد ‏ في الولايات المتحدة، وتوفي في 3 أبريل 2006 في وهد.

## وصلات خارجية
- دوغ كومبز على موقع IMDb (الإنجليزية)
- دوغ كومبز على موقع قاعدة بيانات الفيلم (الإنجليزية)